# Patrizia Panico
Patrizia Panico (Roma, Italia; 8 de febrero de 1975) es una entrenadora y exfutbolista italiana. Dirige a la Fiorentina de la Serie A femenina de Italia. Es la goleadora histórica de la selección italiana con 109 goles y la jugadora con más partidos disputados en la historia de la selección con 201.
Fue entrenadora de la selección sub-16 de Italia, convirtiéndose en la primera mujer en dirigir a un equipo masculino.

## Trayectoria
Tras comenzar en el Borussia Roma (Serie B) y el Valmontese (Serie A2), Panico debutó en la Serie A en 1993 con la Lazio. Entre 1996 y 1998 pasó por el ACF Torino y el Modena, con el que ganó su primera liga. 
En su segunda etapa en la Lazio Panico ganó 1 Liga y 2 Copas y debutó en la Liga de Campeones, marcando entre 41 y 49 goles en liga entre 1999 y 2002.
Tras una temporada en el ACF Milan y dos en el ACF Torino, Panico fichó en 2007 por el ASDCF Verona, en el que ganó 3 ligas seguidas. 
En 2009 pasó al ASDC Torres, en el que ha ganado otra 4 Ligas consecutivas. En el verano de 2010 jugó en el Sky Blue FC de la WPS de Estados Unidos, su única aventura en el extranjero. 
Al término de la temporada 2012-13 Panico ha marcado 558 partidos en 493 partidos en 21 temporadas en la Serie A. Entre 1999 y 2013 ha sido la máxima goleadora de la liga en 12 temporadas. También ha sido máxima goleadora de la Liga de Campeones en 2008 y 2013.
- Borrusia Roma (1988-91)
- Valmontese (1991-93)
- Lazio CF (1993-96)
- →  ACF Torino (1996-97)
- Modena (1997-98)
- Enterprise Lazio (1998-03)
- ACF Milan (2003-04)
- ACF Torino (2004-06)
- ASDCF Verona (2006-09)
- ASDC Torres (2009-10)
- →  Sky Blue FC (2010)
- ASDC Torres (2010-14)
- AGSM Verona (2014-15)
- ACF Fiorentina (2015-16)

## Selección nacional
Panico debutó con la absoluta italiana en abril de 1996 contra Portugal, en un partido de clasificación contra para la Eurocopa Femenina 1997. En el torneo final marcó un gol. 
En el Mundial 1999 y la Eurocopa 2001 fue la máxima goleadora de Italia con 2 goles, que no sirvieron para que Italia superara la fase de grupos. También marcó dos goles en la Eurocopa 2009. 
Italia se quedó fuera de los Mundiales de 2003, 2007 y 2011, y en las Eurocopas de 2005 y 2013 Panico no vio puerta. 
Totalizó 109 goles en 201 partidos con la selección.